# 邱俊文
邱俊文（1980年3月10日—），為台灣的棒球選手，曾效力於中華職棒中信鯨，守備位置為二壘手。曾擔任國立體育大學棒球隊總教練，目前為中華職棒台鋼雄鷹一軍內野守備兼跑壘教練。
其父親邱德聖為前紅葉少棒隊成員。

## 經歷
- 台東縣桃源國小少棒隊
- 台東縣新生國中青少棒隊
- 台東縣台東體中青棒隊
- 文化大學棒球隊（美孚巨人）
- 合作金庫棒球隊
- 中華職棒中信鯨隊（2006年－2008年）
- 台北市成棒隊（2009年－2012年）
- 台北市成棒隊訓練員（2013年－2015年）
- 台北市立農國小少棒隊教練（2013年）
- 台北市桃源國小少棒隊教練（2014年）
- 國訓中心棒球隊守備教練（2015年－2016年）
- 高雄市普門中學青棒隊總教練（2016年－2019年）
- 南華大學棒球隊總教練（2016年－2019年）
- 國立體育大學棒球隊（台灣啤酒）教練（2019年－2023年）
- 中華職棒台鋼雄鷹二軍內野守備教練（2024年）
- 中華職棒台鋼雄鷹一軍內野守備兼跑壘教練（2025年－）

## 職棒生涯成績
| 年度 | 球隊   | 出賽 | 打數 | 安打 | 全壘打 | 打點 | 盜壘 | 四死 | 三振 | 壘打數 | 打擊率 | 上壘率 | 長打率 | OPS   |
| ---- | ------ | ---- | ---- | ---- | ------ | ---- | ---- | ---- | ---- | ------ | ------ | ------ | ------ | ----- |
| 2006 | 中信鯨 | 58   | 107  | 26   | 1      | 5    | 1    | 10   | 19   | 32     | 0.243  | 0.308  | 0.299  | 0.607 |
| 2007 | 中信鯨 | 23   | 32   | 5    | 0      | 0    | 0    | 1    | 2    | 6      | 0.156  | 0.182  | 0.188  | 0.370 |
| 2008 | 中信鯨 | 9    | 14   | 1    | 0      | 0    | 0    | 0    | 3    | 1      | 0.071  | 0.071  | 0.071  | 0.142 |
| 合計 | 3年    | 90   | 153  | 32   | 1      | 5    | 1    | 11   | 24   | 39     | 0.209  | 0.262  | 0.255  | 0.517 |

## 特殊事蹟
- 2000年11月26日， 20世紀台北棒球場回顧接力紀念賽當中對戰中華職棒聯隊擊出台北市立棒球場最後一支安打。
- 2006年3月21日，生涯初登場對戰兄弟象隊，擔任先發第二棒二壘手，3打數0安打。
- 2006年4月23日，對戰統一獅隊，擔任先發第九棒二壘手，擊出生涯首支安打。
- 2006年5月26日，對戰統一獅隊，擔任先發第一棒二壘手，打出生涯首分打點。
- 2006年7月29日，對戰興農牛隊，在雙重賽的午場比賽中，於四局上擊出一軍生涯首轟。
- 2009年6月30日，於98年布瑞特盃全國成棒五強邀請賽，合庫與台北市之戰中出賽，成為台北市成棒隊隊史首位先發二壘手及第九棒打者。

## 外部連結
- 邱俊文在台灣棒球維基館上的頁面（繁體中文）
- 邱俊文在中華職棒官網 （中文）和Baseball-Reference （英文）上的頁面